# توأم

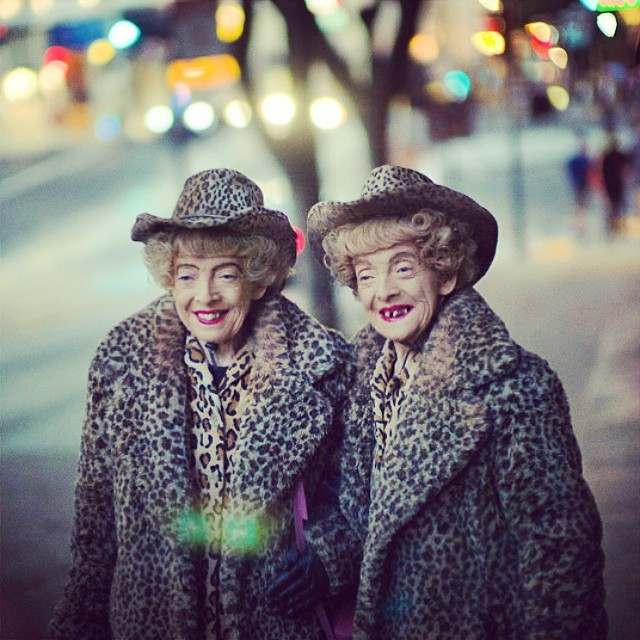
ماريان وفيفيان براون، توأمان متطابقان تم تصويرهما من قِبل كريستوفر ميشيل

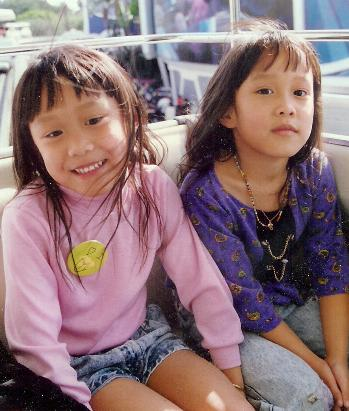
توائم متشابهة

التوأمان ذُرّيتان ناتجتان من مُدَّة حمل واحدة داخل رَحِم الأم. والفرق بين زمن الولادة عادةً بضعُ دقائقَ أو سويعات لا أكثر.
والتوائم صنفان في شكلها: متشابهة، ومختلفة؛ بسبب مرحلة تلقيح البويضة في رَحِم المرأة (الأنثى)، فأمَّا المتشابهة فتنشأ من بويضة واحدة لقّحتْها نُطفة واحدة خلال انقسامها، فيتكوَّن أكثر من جنين. وأمَّا المختلفة فتنتُج من أكثر من بويضة ملقحة بأكثر من نطفة.
وأما الجنين الذي يتطور وحده في الرَحِم فيسمَّى بالجنين المفرد، والمصطلح العام للذرية الواحدة من الولادة المتعددة متعددة. وأمَّا الأفراد المتشابهة شكلًا كالتوائم ولا تربطهم أي صلة فاسمُها: الشبيه.

## أسباب حدوث الحمل بتوأم
يحدث الحمل بالتوأم نتيجة لبعض الأسباب التي لم يستطع العلماء تحديدها بشكل قاطع في الوقت الحالي، لكن هناك بعض الأسباب  التي يعزى إليها الحمل بتوأم، وهي على سبيل المثال:
- فرط الطول أو الوزن عند بعض السيدات، فقد لوحظ زيادة احتمالية ولادة التوأم في هذه الحالات.
- وجود المرأة في مرحلة الإرضاع، حيث تزداد بشكل كبير احتمالية حدوث الحمل بتوأم.
- وجود عوامل وراثية تزيد من فرصة ولادة التوأم بشكل كبير.
- الحمل في سن كبير (بعد سن الخامسة والثلاثين).
- بعض الأطعمة التي تزداد مع تناولها فرصة حدوث الحمل بتوأم بشكل كبير جدًا.
- عند حدوث الحمل بتوأم لمرة واحدة، تزداد الفرصة لحدوث ذلك في المرات القادمة.[9]

## إحصائيات
يناهز عدد التوائم (الثنائية والثلاثية) أكثر من 125 مليون شخص في العالم (ما يقارب 1.9% من عدد سكان الأرض) 10ملايين توائم متشابهة (حوالي 0.2% من عدد سكان الأرض و 8% من عدد التوائم).
حسب الملاحظة التاريخية فإن:
- من كل 80 حمل، يكون حمل واحد لتوائم.
- تختلف نسبة التوائم المتشابهة حسب المجموعات العرقية: أقل تكرارا في آسيا، وأكثر تكرارا في أفريقيا. وأعلى نسبة تكرار مسجلة في المجموعة العرقية يوروباس (بالإنجليزية: Yorubas)‏.
- يزيد احتمال الحصول على توائم لدى النساء اللاتي تتعاطى أدوية تزيد في الخصوبة.

ارتفع معدل مواليد التوأم البشري في الولايات المتحدة بنسبة 76٪ من عام 1980 إلى 2009، بمقدار 18.9 إلى 33.3 لكل 1000 ولادة (حوالي 80٪).
وتمتلك شعوب يوروبا أعلى معدلات التوأمة في العالم بمقدار 90-100 توأم لكل 1000 ولادة حية، ربما بسبب ارتفاع استهلاك نوع معين من اليام الذي يحتوي على إستروجين نباتي طبيعي قد يحفز المبايض لإطلاق بويضة من كل جانب.
يوجد في وسط أفريقيا 18-30 مجموعات توائم (أو 36-60 توأم) لكل 1000 ولادة حية. وفي أمريكا اللاتينية، وجنوب آسيا، وجنوب شرق آسيا توجد أدنى المعدلات؛ فقط من 6 إلى 9 مجموعات توائم لكل 1000 ولادة حية. بينما تمتلك أمريكا الشمالية وأوروبا معدلات متوسطة؛ من 9 إلى 16 مجموعات توائم لكل 1000 ولادة حية.
ومن المرجح أن يُنتِج الحمل المتعدد مواليد تامة مدة الحمل بنسبة أقل من المواليد المفردة، حيث تستمر مدة حمل التوأم في المتوسط 37 أسبوعا (ثلاثة أسابيع أقل من المدة الكاملة).
النساء اللاتي لديهن تاريخ عائلي من التوائم الأخوية لديهم فرصة أكبر لإنتاج التوائم الأخوية، حيث أن هناك ميلا وراثيا إلى فرط التبويض. بينما لا توجد صلة وراثية معروفة للتوائم المتطابقة.

## أنواع التوائم والاقترانية الزيجوتية
الغالبية العظمى من التوائم إما ثنائية الزيجوت (أخوية) أو أحادية الزيجوت (متطابقة). وتُناقَش المتغيرات الأقل شيوعا أسفل المقال.
التوائم يمكن أن تكون:
- أنثى- أنثى
- ذكر- ذكر
- ذكر- أنثى، وهو الاقتران الأكثر شيوعا حيث أن نصف التوائم الأخوية (ثنائية الزيجوت) تتكون من ذكر وأنثى

بين ولادات غير التوائم، الذكور المفردة هي الأكثر شيوعا بقليل من الإناث المفردة (حوالي خمسة في المئة). وتختلف المعدلات الخاصة بالولادات المفردة قليلا حسب البلد. على سبيل المثال، نسبة جنس الولادة في الولايات المتحدة هي 1.05 ذكور/ إناث، في حين أنها 1.07 ذكور/ إناث في إيطاليا. ومع ذلك، فإن الذكور أيضا أكثر عرضة من الإناث للموت في الرحم، وبما أن معدل الوفيات في الرحم هو أعلى للتوائم، فإنه يؤدي إلى أن التوائم الإناث أصبحت أكثر شيوعا من التوائم الذكور.
الاقترانية الزيجوتية هي درجة المطابقة بين جينوم التوائم.
| الاسم الشائع            | الاسم العلمي  | الاقترانية الزيجوتية | التطور                                                                                    | الحدوث                                   | الهوية | الصحة                     | أخرى |
| ----------------------- | ------------- | -------------------- | ----------------------------------------------------------------------------------------- | ---------------------------------------- | ------ | ------------------------- | --- |
| توأم متطابق             | أحادي الزيجوت | x                    | x                                                                                         | x                                        | x      | x                         | x |
| توأم أخوي               | ثنائي الزيجوت | x                    | x                                                                                         | x                                        | x      | x                         | x |
| توأم نصفي               | x             | x                    | x                                                                                         | x                                        | x      | x                         | x |
| صورة مرآتية             | x             | x                    | x                                                                                         | x                                        | x      | x                         | x |
| كروموسومات مختلطة       | x             | x                    | x                                                                                         | x                                        | x      | x                         | x |
| تعدد الإخصاب            | x             | x                    | تخصيب البيض خلال مرات مختلفة من الجماع                                                    | x                                        | x      | x                         | الاستخدام يعادل عمليا تعدد الإخصاب مختلف الآباء، والذي يحدث عندما يصبح ذكران مختلفان أبوين للتوائم أخوية، ولأنه على الرغم من أن تعدد الإخصاب من قِبل نفس الأب يُعتقد أن يكون حدثا شائعا، فإنه يجب أن يكون هناك إثبات لحدوثه من آباء متعددة. |
| حمل إضافي               | x             | x                    | تحمل المرأة مرة أخرى أثناء وجود حمل سابق، مما يؤدى إلى أجنة متعددة في مراحل تنموية مختلفة | x                                        | x      | x                         | x |
| توأم طفيلي              | x             | x                    | x                                                                                         | x                                        | x      | جنين صحيح مكتمل التشكل    | x |
| متلازمة التوأم المتلاشي | ارتشاف الجنين | x                    | x                                                                                         | تصل إلى 1 من كل 8 حالات حمل متعدد الأجنة | x      | جنين صحيح مكتمل التشكل    | كيميرا، الفسيفساء الجينية |
| جسم قطبي                | x             | x                    | x                                                                                         | x                                        | x      | x                         | x |
| توأمان ملتصقان          | x             | x                    | x                                                                                         | x                                        | x      | يتراوح من طبيعي إلى منقوص | x |

## توائم ثنائية الزيجوت (أخوية)

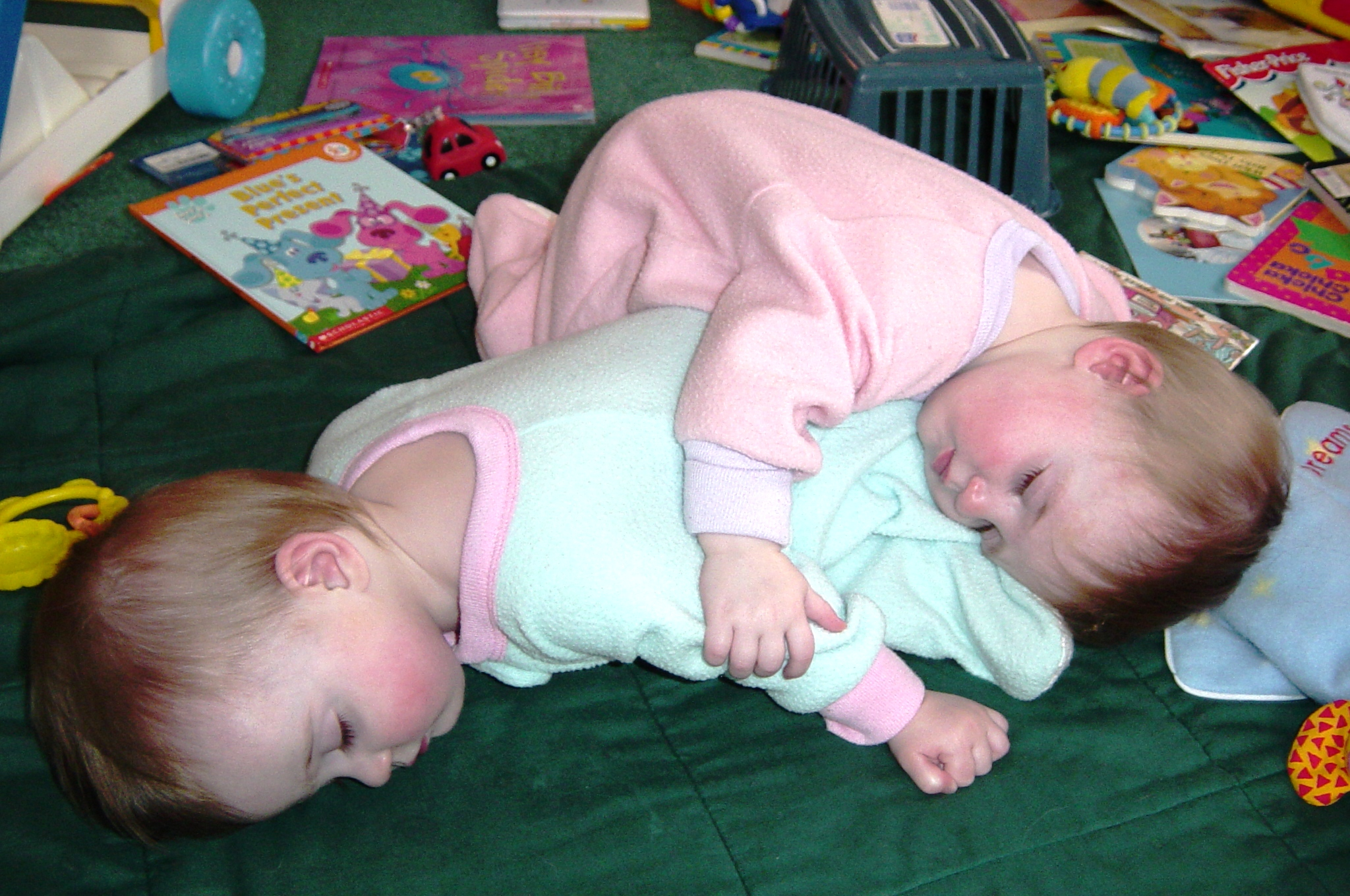
توأمان أخويان بالغان من العمر ثمانية أشهر نائمان

تحدث التوائم ثنائية الزيجوت أو التوائم الأخوية (والتي يشار إليها أيضا باسم «التوائم غير المتطابقة»، أو «توائم البيضتين»)، عندما تنغرس بيضتان مخصبتان في جدار الرحم في نفس الوقت. وذلك عندما يتم تخصيب اثنين من البيض كل على حدا بواسطة اثنين مختلفين من الحيوانات المنوية، مما ينتج التوائم الأخوية. وتكوّن البيضتان اثنين من الزيجوت، ومن هنا جاءت التسمية بالتوائم ثنائية الزيجوت أو توائم البيضتين. التوائم الأخوية هما في الأساس شقيقان عادييان يولدان في نفس الوقت، حيث أنهما ينشأان من بيضتين منفصلتين يخصبهما حيوانان منويان منفصلان، تماما مثل الأشقاء العاديين.
وهذا هو النوع الأكثر شيوعا من التوائم.
التوائم ثنائية الزيجوت، مثل أي أشقاء آخرين، لديهم فرصة صغيرة للغاية من امتلاك نفس الملف الكروموسومي. وحتى لو حصلوا على نفس الملف الكروموسومي، سيكون لديهم دائما مادة وراثية مختلفة على كل كروموسوم، بسبب الانتقال المتبادل للكروموسومات خلال الانقسام الاختزالي. ومثل أي أشقاء آخرين، قد تبدو التوائم ثنائية الزيجوت متشابهة، خاصة بالنظر إلى أنها في نفس العمر. ومع ذلك، فالتوائم ثنائية الزيجوت قد تبدو أيضا مختلفة جدا عن بعضها البعض.
وتُظهر الدراسات أن هناك ميل وراثي للتوائم ثنائية الزيجوت. ومع ذلك، فإن الأم فقط هي المسئولة عن فرص وجود مثل هذه التوائم. ولا توجد أي آلية معروفة بالنسبة للأب ليشارك في إنتاج أكثر من بويضة واحدة. وتتراوح التوائم ثنائية الزيجوت من ستة لكل ألف ولادة في اليابان (على غرار معدل التوائم أحادية الزيجوت) إلى 14 وأكثر في الألف في بعض البلدان الأفريقية.
التوائم ثنائية الزيجوت هي أيضا أكثر شيوعا بين الأمهات الأكبر سنا، مع مضاعفة معدلات التوائم في الأمهات فوق سن 35. ومع ظهور تقنيات مساعدة النساء على الحمل، ارتفع معدل التوائم الأخوية بشكل ملحوظ.

## التوائم أحادية الزيجوت (متطابقة)

مقارنة بين تطور الزيجوت في التوائم أحادية الزيجوت و ثنائية الزيجوت. في الرحم، تشترك الغالبية العظمى من التوائم أحادية الزيجوت (60-70٪) في نفس المشيمة، ولكن لكل منهما كيس سلوي منفصل. 18-30٪ من التوائم أحادية الزيجوت، كل جنين لديه مشيمة منفصلة وكيس سلوي منفصل. وهناك عدد صغير (1-2٪) من التوائم أحادية الزيجوت تشترك في نفس المشيمة والكيس المحيط بالجنين. التوائم الأخوية لكل منها مشيمة وكيس سلوي خاص به.

تحدث التوائم أحادية الزيجوت أو التوائم المتطابقة عندما يتم تخصيب بويضة واحدة لتشكيل زيجوت واحد (ومن هنا جاءت تسمية «أحادي الزيجوت»)، الذي ينقسم بعد ذلك إلى جنينين منفصلين.

### الآلية
وفيما يتعلق بالتوأمة العفوية أو الطبيعية أحادية الزيجوت، تقترح نظرية حديثة أن التوائم أحادية الزيجوت تتشكل بعد انكماش الكيسة الأريمية بشكل أساسي، وتقسيم خلايا السلف (تلك التي تحتوي على المادة الجينية الأساسية للجسم) إلى النصف، تاركة نفس المادة الجينية مقسمة إلى جزئين على الجانبين المتقابلين من الجنين. ويتطور جنينان منفصلان في نهاية المطاف. لا يعتبر الانقسام العفوي للزيجوت إلى اثنين من الأجنة سمة وراثية، بل هو حدث عفوية وعشوائي.
ويمكن أن تنشأ التوائم أحادية الزيجوت أيضا بشكل مصطنع عن طريق تقسيم الجنين. ويمكن استخدامه كتوسع للتلقيح الصناعي؛ لزيادة عدد الأجنة المتاحة لنقل الأجنة.

### معدل الحدوث
تحدث التوأمة أحادية الزيجوت في الولادة بمعدل حوالي 3 لكل 1000 ولادة في جميع أنحاء العالم. (حوالي 0.3٪ من سكان العالم).
وتتوزع احتمالية حدوث توائم أحادية الزيجوت عن طريق إخصاب واحد بين جميع السكان في جميع أنحاء العالم. وهذا يتناقض بشكل ملحوظ مع التوأمة ثنائية الزيجوت، التي تتراوح من حوالي ستة لكل ألف ولادة في اليابان (تشبه تقريبا معدل التوائم المتطابقة، التي تتراوح من 4-5) إلى 15 وأكثر في الألف في بعض أجزاء الهند، وما يصل إلى أكثر من 20 لكل ألف في بعض بلدان وسط أفريقيا. ومع ذلك فإن السبب الحقيقي لانقسام الزيجوت أو الجنين غير معروف.
تقنيات التلقيح الاصطناعي هي الأكثر احتمالا لخلق التوائم ثنائية الزيجوت. وبالنسبة لولادات التلقيح الصناعي، هناك ما يقرب من 21 زوجا من التوائم لكل 1000 ولادة.

### التشابه والتخلق الجيني
التوائم أحادية الزيجوت متطابقة وراثيا تقريبا، وهما دائما نفس الجنس إلا إذا كان هناك طفرة خلال التطور. ويصبح أطفال التوائم أحادية الزيجوت نصف الأشقاء وراثيا (أو أشقاء بالكامل، إذا تناسل زوج من التوائم أحادية الزيجوت مع زوج آخر أو مع نفس الشخص). التوائم المتماثلة ليس لها نفس بصمات الأصابع، لأن الأجنة تلمس أجزاء مختلفة من بيئتهم داخل حدود الرحم، مما يؤدى إلى اختلافات صغيرة في المطبوعات المقابلة لها، مما يجعلها فريدة من نوعها.
تمتلك التوائم أحادية الزيجوت دائما مظاهر خارجية مختلفة.؛ وذلك عادة بسبب عامل بيئي أو تعطيل كروموسومات X المختلفة في التوائم أحادية الزيجوت الإناث. وفي بعض الحالات النادرة للغاية، بسبب اختلال الصيغة الصبغية، يُظهر التوائم مظاهر جنسية مختلفة، ويحدث ذلك عادة مع انقسام زيجوت متلازمة كلاينفيلتر XXY بشكل غير متساو.
على الرغم من تشابه التوائم أحادية الزيجوت وراثيا إلى حد كبير إلا أنهما ليسا نفس الشيء بالضبط. وتم تحليل الحمض النووي في خلايا الدم البيضاء من 66 زوجا من التوائم أحادية الزيجوت ل 506,786 شكل للنوكليوتيدات المتعددة المفردة المعروف حدوثها في المجتمعات البشرية. ظهرت أشكال متعددة في 2 من 33 مليون مقارنة، مما دفع الباحثين إلى استنتاج أن خلايا دم التوائم أحادية الزيجوت قد تكون موجودة بترتيب مختلف على تسلسل الحمض النووي الواحد لكل 1.2 × 107 نيوكليوتيد، مما يعني مئات من الاختلافات عبر الجينوم بأكمله. وقد حدثت الطفرات التي تنتج الاختلافات التي تم الكشف عنها في هذه الدراسة خلال انقسام الخلايا الجنينية (بعد نقطة الإخصاب). وإذا كانت تحدث في وقت مبكر من تطور الجنين، فستكون موجودة في نسبة كبيرة جدا من خلايا الجسم.
هناك سبب آخر للاختلافات بين التوائم أحادية الزيجوت وهو تعديلات ما فوق الجينات الناجمة عن تأثيرات بيئية مختلفة طوال حياتهم. ويشير علم التخلق إلى مستوى نشاط أي جين معين. وقد يصبح الجين نشط أو مثبَط كليا أو جزئيا في الفرد. ويتم إثارة هذه التعديلات فوق الجينية من خلال الأحداث البيئية. قد يكون للتوائم أحادية الزيجوت خواص جينية مختلفة بشكل ملحوظ. وأظهرت دراسة على 80 زوج من التوائم أحادية الزيجوت يتراوح سنها من 3 إلى 74عاما أن التوائم الأصغر لديها عدد قليل نسبيا من الاختلافات جينية. ويزداد عدد الاختلافات الجينية مع التقدم في السن. وتبين أن التوائم البالغة من العمر خمسين عاما لديها فروق تخلقية أكثر ثلاثة أضعاف من التوائم التي تبلغ من العمر ثلاث سنوات. ويوجد اختلاف كبير بين التوائم التي أمضت حياتها متفرقة (مثل تلك التي يتبناها أسرتان مختلفتان عند الولادة). وعلى الرغم من أن بعض الخصائص تظل متشابهة مثل العمر، هناك بعض الخواص التي قد تختلف، مثل الذكاء والشخصية.

### الجسم القطبي والتوائم النصفية
وأظهرت دراسة أجريت عام 1981 على توأم متعدد الصبغيات xxx بدون قلب متوفى أنه على الرغم من أن تطور الجنين يُظهر أن التوائم متطابقة، حيث أن التوأم المتوفى يتشارك المشيمة مع التوأم الصحيح، إلا أن الاختبارات كشفت أنه ربما كان توأم الجسم القطبي. ولم يتمكن الباحثون من التنبؤ بما إذا كان الجنين الصحيح يمكن أن يُنتج توأمة الجسم القطبي.
في عام 2003، دعت دراسة ما إلى أن العديد من الحالات ثلاثية الصبغيات تنشأ من توأم شبه متطابقة.

### نوع توأم غير معروف
في عام 2007، أفادت دراسة حالة زوج من التوائم الحية، أحدهما ثنائي الجنس والآخر نمطه الظاهري ذكر. ووُجِد أن التوائم على حد سواء كيميرا، ويتشاركان كل الحمض النووي الخاص بالأم وفقط نصف الحمض النووي للأب. لا يمكن تحديد الآلية الدقيقة للإخصاب إلا أن الدراسة ذكرت أنه من غير المرجح أن تكون حالة توأمة الجسم القطبي.

## درجة الانفصال

أنواع مختلفة من المشيمة وكيس السلى في التوائم أحادية الزيجوت (أحادية البويضة / متطابقة) نتيجة انقسام البويضة المخصبة

تعتمد درجة انفصال التوائم في الرحم على إذا ما تم الانقسام إلى بويضتين مخصبتين ووقت الانفصال. دائما ما تنتج التوائم ثنائية الزيجوت من بويضتين مخصبتين. بينما تنقسم التوائم أحادية الزيجوت إلى بويضتين مخصبتين في وقت ما مبكر جدا من الحمل. ويحدد توقيت هذا الفصل المشيمية (عدد المشيمة) وعدد الأكياس السلوية للحمل. التوائم ثنائية المشيمة إما أنها لم تنقسم أبدا (كانت بويضتين ملقحتين) أو أنها انقسمت في غضون الأربعة أيام الأولى. بينما تنقسم التوائم أحادية الكيس السلوي بعد الأسبوع الأول.
في حالات نادرة جدا، تصبح التوائم ملتصقة. تتشكل التوائم الزيجوتية غير الملتصقة حتى اليوم الرابع عشر من التطور الجنيني، ولكن عندما تحدث التوأمة بعد 14 يوما، من المرجح أن تكون التوائم ملتصقة. وعلاوة على ذلك، يمكن أن تكون هناك اختلافات في البيئة المشتركة للتوائم في الرحم، مما يؤدي إلى مضاعفات الحمل.
ومن المفاهيم الخاطئة الشائعة أن وجود مشيمتين يعني أن التوائم ثنائية الزيجوت. ولكن إذا انفصلت التوائم أحادية الزيجوت في وقت مبكر بما فيه الكفاية، يصبح ترتيب أكياس السلى والمشيمة في الرحم لا يمكن تمييزه عن التوائم ثنائية الزيجوت.
| النوع                                    | الوصف | اليوم                                                                                             |
| ---------------------------------------- | --- | ------------------------------------------------------------------------------------------------- |
| ثنائي المشيمة-ثنائي الكيس السلوي         | عادة، تسمى التوائم التي لها مشيمتان وكيسان سلويان منفصلان ثنائية المشيمة ثنائية الكيس السلوي. ويحدث ذلك في جميع حالات التوائم ثنائية الزيجوت تقريبا (باستثناء حالات نادرة جدا من اتحاد الكيسة الأريمية لهما) وفي 18-36٪ (أو حوالي 25٪) من التوائم أحادية الزيجوت (المتطابقة). التوائم ثنائية المشيمة ثنائية الكيس السلوي لديها أدنى معدلات لخطر الوفيات يصل إلى حوالي 9%، على الرغم من أن ذلك لا يزال أعلى بكثير من الولادات المفردة.                                                                    | تتشكل التوائم ثنائية المشيمة ثنائية الكيس السلوي عندما يحدث الانقسام في اليوم الثالث بعد الإخصاب. |
| توائم أحادية المشيمة ثنائية الكيس السلوي | توائم أحادية المشيمة تشترك في المشيمة نفسها. عادة تسمى التوائم أحادية المشيمة التي لها كيسان سلويان (أحادية المشيمة ثنائية الكيس السلوي)، والتي تحدث في 60-70٪ من حالات الحمل مع التوائم أحادية الزيجوت، وفي 0.3٪ من جميع حالات الحمل. التوائم أحادية المشيمة - ثنائية الكيس السلوي تكون دائما تقريبا أحادية الزيجوت، مع بعض الاستثناءات التي تتحد فيها الكيسة الأريمية. تشترك التوائم أحادية المشيمة في المشيمة نفسها، وبالتالي هناك خطر حدوث متلازمة نقل الدم الجنيني.                                 | اليوم الرابع إلى الثامن                                                                           |
| أحادي المشيمة أحادي الكيس السلوي         | تشترك التوائم أحادية المشيمة في نفس الكيس السلوي في 1-2٪ من حمل التوائم أحادية الزيجوت. عادة ما تكون التوائم أحادية الكيس السلوي أحادية الزيجوت. معدل البقاء على قيد الحياة للتوائم أحادية الكيس السلوي بين 50٪ إلى 60٪. التوائم أحادية الكيس السلوي، كما هو الحال مع التوائم ثنائية الكيس السلوي أحادية المشيمة، لديهم خطر حدوث متلازمة نقل الدم الجنيني. أيضا، تزداد فرص التفاف الحبلين السريين حول الأطفال. وبسبب ذلك، تتزايد فرص إجهاض حديثى الولادة أو المعاناة من الشلل الدماغي بسبب نقص الأكسجين. | تحدث التوائم أحادية الكيس السلوي عندما يحدث الانقسام بعد اليوم التاسع من الإخصاب.                 |
| التوائم الملتصقة                         | عندما ينقسم الزيجوت المتطور إلى جنينين، يحدث ذلك في 99٪ من الحالات في غضون 8 أيام من الإخصاب. الوفيات هي الأعلى بالنسبة للتوائم الملتصقة بسبب العديد من المضاعفات الناتجة عن الأعضاء المشتركة. | إذا انقسم الزيجوت بعد اليوم الثاني عشر، عادة ما ينتج توأم ملتصق.                                  |

توائم ثنائية المشيمة ثنائية الكيس السلوي عمرها 8 أسابيع و5 أيام منذ الإخصاب كجزء من التلقيح الصناعي. يظهر التوأم في يسار الصورة في مستوى سهمي والرأس مشير نحو اليسار العلوي. بينما يظهر التوأم على يمين الصورة في مستوى إكليلي والرأس مشير إلى اليمين.
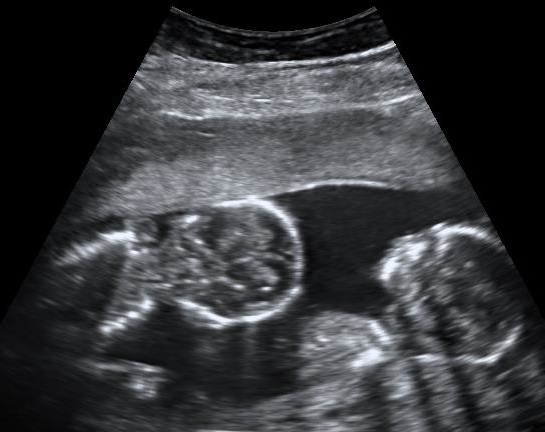
موجات فوق صوتية على البطن لتوائم أحادية الكيس السلوي في عمر حملي 15 أسبوعا. ولا يوجد أي علامة على وجود أي غشاء بين الأجنة. ويظهر التوأم في اليسار في المستوى الإكليلي، بينما تظهر أجزاء من الصدر العلوي والرأس من التوأم في اليمين في المستوى السهمي.

## التركيبة السكانية
وجدت دراسة أجريت في عام 2006 أن عامل النمو الشبيه بالأنسولين الموجود في منتجات الألبان قد يزيد من فرصة التوأمة ثنائية الزيجوت. وخلصت الدراسة إلى أن «الأنماط الجينية التي ترتبط بارتفاع عامل النمو الشبيه بالأنسولين والتي تفضل الوجبات الغذائية التي تتضمن منتجات الألبان، وخاصة في المناطق التي يُعطى فيها هرمون النمو للماشية تعزز فرص الحمل المتعدد بسبب تحفيز المبيض.»
وفي الفترة من 1980 إلى 1997، ارتفع عدد المواليد التوأم في الولايات المتحدة بنسبة 52٪. ويمكن أن يعزى هذا الارتفاع جزئيا على الأقل إلى ازدياد شعبية أدوية الخصوبة وبعض الإجراءات مثل التلقيح الصناعي، مما يؤدي إلى تعدد الولادات أكثر مما يحدث في حالة الإخصاب دون مساعدة. ويمكن أيضا أن يكون مرتبط بزيادة هرمونات النمو في الغذاء.

### الأصل العرقي

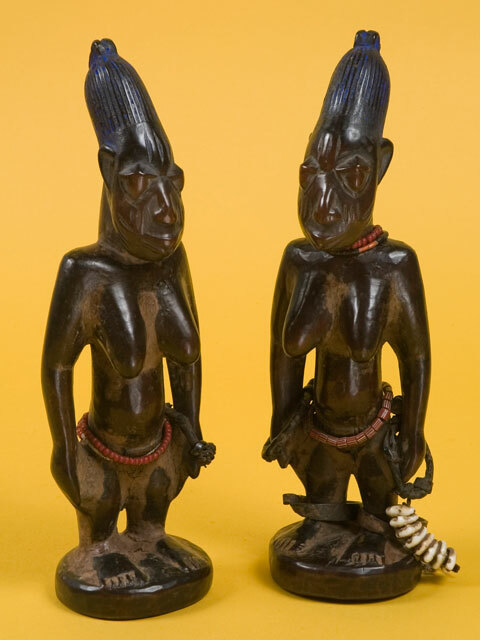
زوج من الإناث إيبجي التوأم (أوائل القرن 20th) في المجموعة الدائمة لمتحف الأطفال في انديانابوليس. سكان يوروبا لديهم أعلى معدل للتوأمة في العالم.

ينتج حوالي 1 من كل 90 ولادة بشرية (1.1٪) عن حمل توأم. ويختلف معدل التوأمة ثنائية الزيجوت اختلافا كبيرا بين المجموعات العرقية، حيث تصل إلى حوالي 45 لكل 1000 ولادة (4.5٪) في يوروبا، و10٪ في لينها ساو بيدرو، وهي مستوطنة برازيلية صغيرة تنتمي إلى مدينة كانديدو غودوي. في كانديدو غودوي، تنتج واحدة من كل خمس حالات حمل توائم. وقدم المؤرخ الأرجنتيني خورخي كاماراسا نظرية بأن تجارب الطبيب النازي يوزاف منغيله قد تكون مسؤولة عن ارتفاع نسبة التوائم في المنطقة. ورُفضت النظرية من قِبل العلماء البرازيليين الذين درسوا التوائم الذين يعيشون في لينها ساو بيدرو، واقترحوا العوامل الجينية داخل هذا المجتمع كتفسير أكثر ترجيحا. كما لوحظ ارتفاع معدل التوأمة في أماكن أخرى من العالم، بما في ذلك:
- إيغبو-أورا في نيجيريا[56]
- كودينجي، وتقع في ولاية كيرلا، الهند[57]
- محمدبور أومري، وتقع في ولاية أتر برديش، الهند[58][59][60]

وقد أدى الاستخدام الواسع النطاق لعقاقير الخصوبة التي تسبب فرط التحفيز (تحفيز إطلاق بويضات متعددة من مبيض الأم) إلى ما يسميه البعض «وباء تعدد الولادات». وفي عام 2001، وللمرة الأولى على الإطلاق في الولايات المتحدة، تجاوز معدل التوأمة 3٪ من جميع الولادات. ومع ذلك، لا يزال معدل التوائم أحادية الزيجوت حوالي 1 لكل 333 ولادة في جميع أنحاء العالم.
وفي دراسة عن سجلات الأمومة ل 5750 امرأة من الهوسا في منطقة السافانا في نيجيريا، كان هناك 40 توأم ثنائي وتوأمان ثلاثيان لكل 1000 مولود. وكان ستة وعشرون في المئة من التوائم أحادية الزيجوت. وكان معدل الولادات المتعددة، الذي كان أعلى بنحو خمسة أمثال ما لوحظ في أي سكان غربيين، أقل بكثير من عدد المجموعات الإثنية الأخرى التي تعيش في المناخ الحار والرطب في الجزء الجنوبي من البلد. وكانت حالات تعدد الولادات مرتبطة بعمر الأم ولكنها لم تحمل أي ارتباط بالمناخ أو انتشار الملاريا.

### العوامل المؤهبة
العوامل المؤهبة للتوأمة أحادية الزيجوت غير معروفة.
وتزداد احتمالية حدوث التوائم ثنائية الزيجوت عندما تكون العوامل التالية موجودة في المرأة:
- يكون أصلها من غرب أفريقيا (وخاصة اليوروبا)
- يتراوح عمرها بين 30 و 40 عاما
- أكبر من متوسط الطول والوزن
- لديها عدة حالات حمل سابقة.

وقد يكون لدى النساء اللواتي يخضعن لبعض علاجات الخصوبة فرصة أكبر للولادات المتعددة ثنائية الزيجوت. في الولايات المتحدة كان من المقدر أنه بحلول عام 2011 ولادة 36٪ من التوائم نتيجة الحمل من خلال تقنيات التلقيح بالمساعدة.
تختلف فرص ولادة التوائم اعتمادا على أنواع علاجات الخصوبة المستخدمة. مع التلقيح الصناعي، يرجع ذلك أساسا إلى إدخال أجنة متعددة في الرحم. كما أن فرط تحفيز المبيض دون التلقيح الاصطناعي لديه مخاطر عالية جدا للولادات المتعددة. عكس انقطاع الإباضة مع كلوميفين الذي لديه فرصة أقل نسبيا ولكنها مهمة للحمل المتعدد.

## الفاصل الزمني للولادة
أعطت دراسة ألمانية مدتها 15 عاما على 4,110 حالة حمل (8,220 توأم مولود مهبليا) في هسن متوسط فاصل زمني للولادة يبلغ 13.5 دقيقة. وتم قياس الفترة الفاصلة بين الولادة بين التوأمين كما يلي:
- خلال 15 دقيقة: 75.8٪
- 16-30 دقيقة: 16.4٪
- 31-45 دقيقة: 4.3٪
- 46-60 دقيقة: 1.7٪
- أكثر من 60 دقيقة: 1.8٪ (72 حالة)

وأشارت الدراسة إلى أن حدوث المضاعفات كان أكثر احتمالا مع زيادة الفاصل الزمني بين ولادة التوائم، واقترحت أن تبقى الفترة الفاصلة قصيرة، على الرغم من ملاحظة أن الدراسة لم تفحص أسباب المضاعفات ولم تسيطر على عوامل مثل مستوى خبرة طبيب التوليد، أو رغبة النساء في الولادة، أو «استراتيجيات إدارة» إجراءات توليد التوأم الثاني.

## المضاعفات أثناء الحمل

### متلازمة التوأم المتلاشي
يعتقد الباحثون أن ما يصل إلى 1 من كل 8 حالات حمل تبدأ كحمل متعدد، ولكن جنين واحد فقط يستمر إلى الاكتمال، حيث يتوفى الجنين الآخر في وقت مبكر جدا من الحمل دون اكتشافه أو تسجيله. قد يكشف تخطيط الصدى التوليدي في وقت مبكر عن جنين إضافي في بعض الأحيان، والذي يفشل في التطور وبدلا من ذلك يتفكك ويختفي في الرحم. هناك عدة أسباب للجنين «المتلاشي»، بما في ذلك امتصاصه من قِبل الجنين الآخر أو المشيمة أو الأم. ويعرف ذلك باسم متلازمة التوأم المتلاشي. وأيضا، في نسبة غير معروفة من الحالات، قد يتحد اثنان من اللقاحات بعد الإخصاب مباشرة، مما يؤدى إلى تكون كيميري واحد يصبح بعد ذلك جنين.

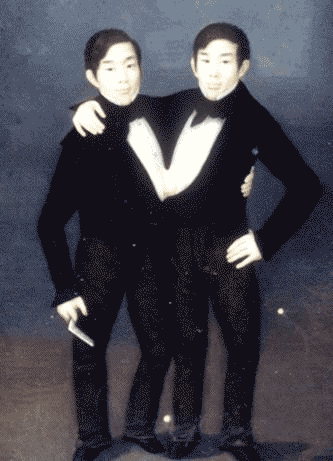
كان تشانغ وانغ بانكرالمولودان في سيام (الآن تايلاند) في عام 1811 أصل مصطلح "التوائم السيامي".

### التوائم الملتصقة
التوائم الملتصقة (أو «السيامي») هي التوائم أحادية الزيجوت التي تلتصق أجسامهما معا خلال فترة الحمل. يحدث ذلك عندما يبدأ الزيجوت بالانقسام بعد اليوم الثاني عشر بعد الإخصاب، ويفشل في الانفصال تماما. وتحدث هذه الحالة في حوالي 1 لكل 50,000 حمل بشري. يتم تقييم معظم التوائم الملتصقة الآن للخضوع لعملية جراحية لمحاولة فصلها إلى أجسام وظيفية منفصلة. وتزداد درجة الصعوبة إذا تقاسم التوائم الأعضاء والهياكل الحيوية، مثل الدماغ والقلب والكبد.

### الكيمرية
كيميرا هو شخص أو حيوان عادي باستثناء ذلك الذي يكون بعض أجزائه قد جاءت بالفعل من توأم أو من الأم. قد ينشأ الكيميرا إما من الأجنة التوائم أحادية الزيجوتية (حيث يكون من المستحيل الكشف عنها)، أو من الأجنة ثنائية الزيجوت، والتي يمكن تحديدها من خلال مقارنات كروموسومية من أجزاء مختلفة من الجسم. وقد يختلف عدد الخلايا المستمدة من كل الجنين من جزء من الجسم إلى آخر، وغالبا ما يؤدي إلى لون الجلد الفسيفسائي المميز في إنسان الكيميرا. يمكن أن يكون الكيميرا خنثى، يتكون من خلايا من توأم ذكر وأنثى. وفي إحدى الحالات، كشفت اختبارات الحمض النووي أن امرأة ما لم تكن أم لطفلين من أطفالها الثلاثة، ووُجد أن الأم كيميرا، وأن الطفلين تكونا من بويضات مستمدة من خلايا توأم أمهما.

### التوأم الطفيلي
في بعض الأحيان، يفشل أحد التوأمين في التطور تماما، ويستمر في التسبب في مشاكل لتوأمه الذي ما زال على قيد الحياة. ويكون أحد الجنينين بمثابة طفيلي يالنسبة للآخر. في بعض الأحيان، يصبح التوأم الطفيلي جزءا لا يمكن تمييزه تقريبا من التوأم الآخر، وأحيانا يحتاج ذلك إلى علاج طبي.

### التوائم المولية الجزئية
هناك نوع نادر جدا من التوأمة الطفيلية التي يكون فيها أحد التوائم عرضة للخطر عندما يصبح الزيجوت الأخر مسرطَن أو مولي. وهذا يعني أن الانقسام الخلوي للزيجوت المولي يستمر بصورة غير محددة، مما يؤدي إلى نمو سرطاني يتجاوز الجنين القابل للحياة. وعادة، يحدث ذلك عندما يكون أحد التوائم إما ثلاثي الصبغيات أو ثنائي الصبغيات التي يكون مصدرها بالكامل من الأب، مما يؤدى إلى القليل من أو عدم وجود جنين ومشيمة مسرطَنة متضخمة تشبه عنقود العنب.

### التوأم الجَهِض
أحيانا، تعاني المرأة من الإجهاض في وقت مبكر من الحمل، ولكن الحمل يستمر، حيث يتم إجهاض أحد التوائم ولكن الآخر يكون قادرا على الاكتمال. هذا الحدث يشبه متلازمة التوأم المتلاشي، ولكن يحدث عادة في وقت لاحق، حيث لا يتم ارتشاف التوأم.

### انخفاض وزن الولادة
من الشائع جدا أن يكون وزن التوائم منخفض عند الولادة. ويولد أكثر من نصف التوائم بوزن أقل من 5.5 رطل (2.5 كجم)، في حين أن متوسط الوزن عند الولادة لطفل سليم يجب أن يكون حوالي 6-8 رطل (3-4 كجم). ويرجع ذلك إلى حد كبير إلى أن التوائم عادة ما تولد سابقة لأوانها. يمكن أن تؤدي الولادة المبكرة وأوزان الولادة المنخفضة، وخاصة عندما يقل الوزن عن 3.5 رطل (1.6 كجم)، إلى زيادة حدوث العديد من المشكلات المرتبطة بالصحة، مثل فقدان البصر، والسمع، والإعاقات العقلية، والشلل الدماغي. ويتزايد احتمالية حدوث المضاعفات كلما انخفض وزن الولادة للطفل.

### متلازمة نقل الدم الجنيني
يمكن أن تحدث متلازمة نقل الدم الجنيني في التوائم أحادية الزيجوت التي تتشارك في المشيمة. وتعني هذه الحالة أن الدم يتحول من أحد التوائم إلى التوأم الآخر. أحد التوائم «التوأم المانح» يكون صغير الحجم ولديه فقر دم، والآخر «التوأم المتلقي» يكون كبير الحجم ولديه كثرة في كريات الدم الحمر. وتتعرض حياة كلا التوأمين للخطر بسبب هذه الحالة.

### ولادة جنين ميت
تحدث حالات الإملاص عندما يموت الجنين بعد 20 أسبوع من الحمل. وهناك نوعان من الإملاص، الموت داخل الرحم والموت أثناء الولادة. يحدث الموت داخل الرحم عندما يموت الطفل خلال فترة متأخرة من الحمل. بينما الموت أثناء الولادة هو الأكثر شيوعا. وغالبا ما يكون سبب الإملاص غير معروف، ولكن معدلات حدوث الإملاص أعلى في التوائم والولادات المتعددة. ويُنصح بالولادة القيصرية أو التحريض على الولادة بعد 38 أسبوع من الحمل للتوائم، لأن خطر الإملاص يزيد بعد ذلك الوقت.

## إدارة الولادة
يُنصح بمحاولة التوليد المهبلي بين الأسبوع 37 و38 لحالات حمل التوأم الصحية التي يكون فيها رأس كلا التوأمين للأسفل. ولا تؤدي الولادة المهبلية في هذه الحالة إلى تفاقم النتائج بالمقارنة مع العملية القيصرية. وهناك جدل حول أفضل طريقة للتوليد عندما يكون رأس التوأم الأول للأسفل والثاني ليس كذلك. وينصح بالولادة القيصرية عندما لاتكون رأس التوأم الأول للأسفل. وتشير التقديرات إلى أن 75٪ من حالات حمل التوائم في الولايات المتحدة يتم توليدها عن طريق العمليات القيصرية في عام 2008. في المقابل، فإن معدل العمليات القيصرية لجميع حالات الحمل في عموم السكان يتراوح بين 14٪ و40٪. ويتم التوليد في التوائم التي تشترك في المشيمة نفسها عند الأسبوع 36.

## دراسات التوائم البشرية
تستخدم دراسات التوائم في محاولة لتحديد كم من سمة معينة تعزى إلى الوراثة أو التأثير البيئي. وتقارن هذه الدراسات التوائم أحادية الزيجوت والثنائية الزيجوت من حيث الخصائص الطبية أو الوراثية أو النفسية في محاولة لعزل التأثير الجيني من التأثير التخلقي والبيئي. وتسعى الدراسات للبحث عن التوائم التي يتم انفصالها في وقت مبكر من الحياة، ونشأتها في أسر منفصلة بشكل خاص، حيث استخدمت على نطاق واسع في استكشاف الطبيعة البشرية. ويجري الآن استكمال دراسات التوأم الكلاسيكية مع دراسات الوراثة الجزيئية التي تحدد جينات الفرد.

### التوأمة غير الاعتيادية
في حالات نادرة بين التوائم ثنائية الزيجوت، يتم إخصاب البويضات في أوقات مختلفة بواسطة اثنين أو أكثر من مرات الجماع، إما في غضون دورة طمث واحدة، أو في وقت لاحق في الحمل (حمل إضافي). ويمكن أن يؤدي ذلك إلى إمكانية حمل المرأة بتوائم أخوية من آباء مختلفين (أي نصف الأشقاء). وتعرف هذه الظاهرة بتعدد الإخصاب مختلف الآباء. وتقدر إحدى الدراسات التي أجريت في عام 1992 أن تواتر تعدد الإخصاب مختلف الآباء بين التوائم ثنائية الزيجوت كان حوالي 2.4 في المائة.
يمكن أن تكون التوائم ثنائية الزيجوت من الأزواج ثنائية العِرق في بعض الأحيان توائم مختلطة، والتي تظهر ملامح عرقية مختلفة. وولد أحد هؤلاء التوائم في ألمانيا في عام 2008 لأب أبيض من ألمانيا وأم سوداء من غانا.
الحمل المشترك هو نوع نادر جدا من التوائم ثنائية الزيجوت التي يزرع فيها أحد التوائم في الرحم كالمعتاد والثاني يبقى في قناة فالوب كحمل منتبذ. ويجب التخلص من الحمل المنتبذ؛ لأنه قد يهدد الحياة الأم. ومع ذلك، يمكن إنقاذ الحمل الموجود داخل الرحم في معظم الحالات.
في حالات نادرة للغاية بين التوائم أحادية الزيجوت، يولد التوائم بجنس مختلف (أحدهما ذكر والآخر أنثى)؛ وذلك بسبب عيوب في الكروموسومات. حيث يمكن أن يكون هناك توأم أحادي الزيجوت من ذكر وأنثى إذا كان الجين المسئول عن الجنس في الجنين لديه كروموسوم X إضافي (تكون البويضة المخصبة xxy) ثم تنقسم البويضة بعد ذلك إلى xx (أنثى) وxy (ذكر). هذا أمر نادر الحدوث، ولكنه ممكن. وتُظهر السجلات أن هناك فقط 10 حالات معروفة من هذا النوع من التوائم.
احتمالية حدوث ذلك صغيرة جدا، حيث أنه من المعروف عالميا أن الولادات المتعددة التي لها أجناس مختلفة لا تكون أحادية الزيجوت. هناك شذوذ آخر يمكن أن يؤدي إلى التوائم أحادية الزيجوت مختلفة الأجناس يحدث إذا تم إخصاب البويضة من قِبل الحيوان المنوي، ولكن خلال انقسام الخلايا يتضاعف كروموسوم X فقط. وينتج عن ذلك ذكر عادي (XY) وأنثى مصابة بمتلازمة تيرنر (45,X). في هذه الحالات، على الرغم من أن التوائم تشكلت من نفس البويضة المخصبة، إلا أنهم غير متطابقين وراثيا، لأن لديهم أشكال مختلفة من النمط النووي.

### التوائم النصفية
قد تتطور التوائم أحادية الزيجوت بشكل مختلف، وذلك بسبب الجينات المختلفة التي يتم تفعيلها، مثل «التوائم شبه متطابقة» أو التوائم النصفية. هذه «التوائم شبه المتطابقة» يفترض أن تحدث عندما تنقسم بويضة غير مخصبة إلى بويضتين متطابقتين ومتصلتين قابلة للإخصاب. ثم يتم تخصيب كل من البويضتين المستنسختين من قِبل الحيوانات المنوية المختلفة، ثم تخضع البويضات المخصبة لمزيد من المضاعفات مكونة قسيم أريمي كيميري. إذا خضع ذلك القسيم الأريمي للتوأمة بعد ذلك، سيتم تشكيل اثنين من الأجنة، لكل منها جينات أبوية مختلفة وجينات متطابقة من الأم.
تحمل الخلايا في كل جنين جينات من حيوان منوي مختلف عن الجنين الآخر منتجا الكيميرا. وقد كان يتم التكهن بهذا النموذج حتى تم تسجيله مؤخرا في الطب الغربي.

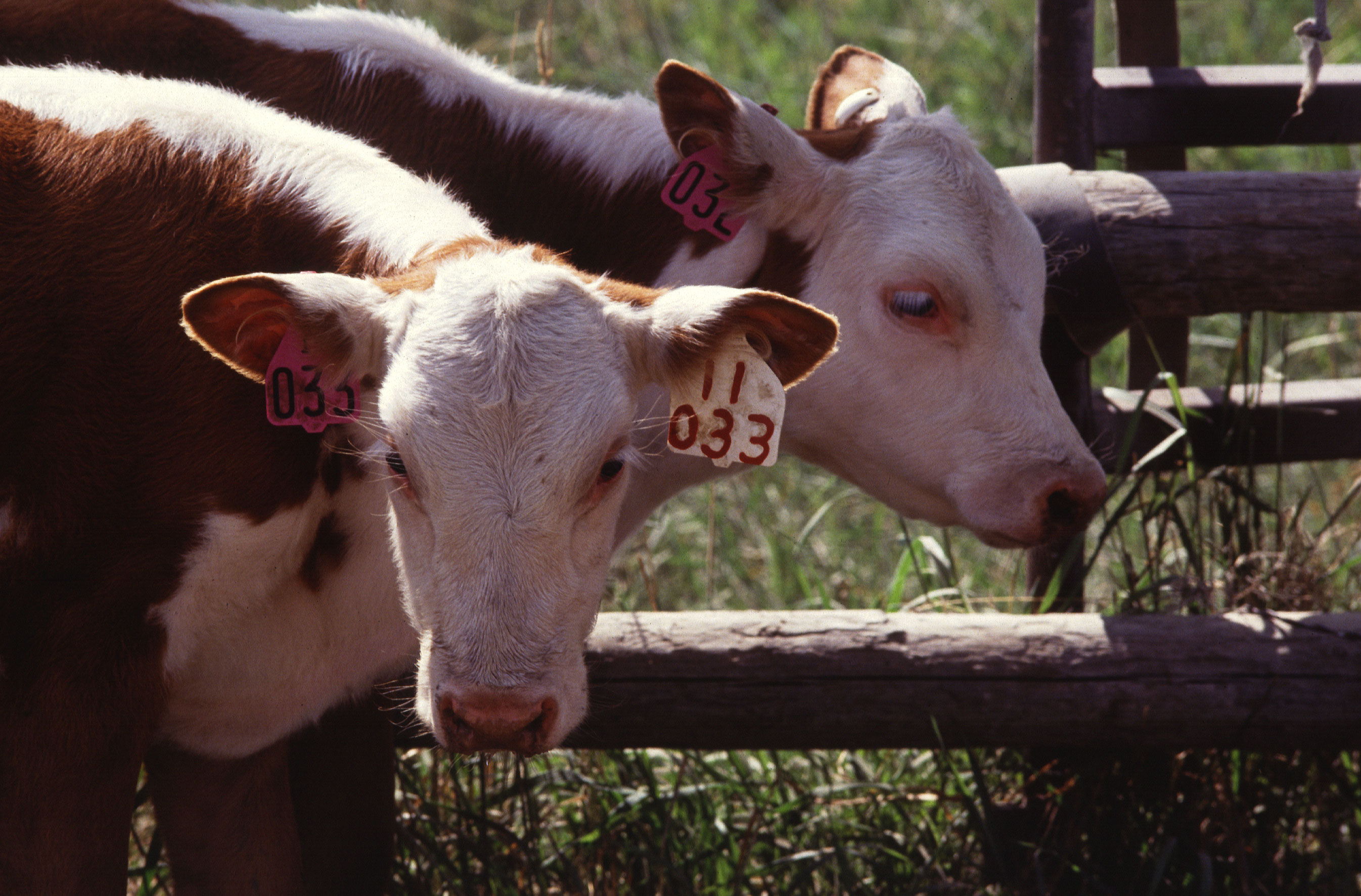
توأم من بقر هيريفورد الذي يربى في مايلز سيتي، مونتانا

### توائم الصورة المرآتية
تنتج توائم الصورة المرآتية عندما تنقسم البويضة المخصبة في وقت من المرحلة الجنينية متأخر عن التوقيت العادي بحوالي 9-12 يوم. وقد يظهر هذا النوع من التوأمة خصائص عدم التناظر المعكوس، مثل سيادة اليد المهيمنة المعكوس، أو بنية الأسنان، أو حتى الأعضاء (انقلاب وضع الأحشاء). وإذا حدث الانقسام في وقت لاحق لهذه الفترة الزمنية، يتعرض التوائم لخطر الالتصاق. ولا يوجد أي اختبار قائم على الحمض النووي يمكنه أن يحدد ما إذا كان التوائم في الواقع صورة مرآتية أم لا.

## تطور اللغة
هناك العديد من الدراسات التي تسلط الضوء على تطور اللغة بين التوائم بالمقارنة مع الأطفال المولودين مفردين. وقد تقاربت هذه الدراسات على فكرة أن هناك معدل أكبر من التأخير في تطوير اللغة في التوائم مقارنة مع نظرائهم المفردين. وما زالت أسباب هذه الظاهرة موضع تساؤل. ومع ذلك، كان يعتقد أن اللغة الخفية بين التوأم هي السبب الرئيسي. يتم تعريف الزمزمة (بالإنجليزية: Idioglossia) بأنها لغة خاصة عادة ما يتم اختراعها من قِبل الأطفال الصغار، وتحديدا التوائم. وهناك مصطلح آخر لوصف ما يسميه بعض الناس «حديث التوأم» هو كريبتوفازيا (بالإنجليزية: Cryptophasia) أو اللغة الخفية، وهي لغة يتم تطويرها بواسطة التوائم وهم فقط من يستطيعوا فهمها. وقد تؤدي زيادة التركيز على التواصل بين التوأمين إلى انعزالهم عن البيئة الاجتماعية المحيطة بهم. وقد تبين أن الزمزمة نادرة الحدوث، وتحول انتباه العلماء بعيدا عن هذه الفكرة. ومع ذلك، هناك باحثون وعلماء يقولون أن الكريبتوفازيا أو الزمزمة ليست ظاهرة نادرة. ويعمل البحث الحالي على معرفة آثار البيئة الاجتماعية الأكثر ثراء على تحفيز تطوير لغة التوائم.

## حيوانات
التوائم شائعة في العديد من الفصائل الحيوانية، بما في ذلك القطط، والأغنام، وابن مقرض، والباندا العملاقة، والكلاب، والغزلان، والطمارين. وتتراوح نسبة التوأمة بين الأبقار بين 1 و4 في المائة، ويجري البحث حاليا لتحسين احتمالات التوأمة، التي يمكن أن تكون أكثر ربحية بالنسبة للمربي إذا أمكن التغلب على المضاعفات أو إدارتها.

## توائم مشهورة
- رومولوس ورموس مؤسسا روما.
- مصطفى أمين وعلي أمين مؤسسا جريدة ومؤسسة أخبار اليوم المصرية.
- ذا الوسف مان وثري دوغ أبطال غانا وكوت ديفوار.
- حسام حسن وإبراهيم حسن لاعبى كرة قدم منتخب مصر سابقا.